# Gullan Gregoriusson
Gullan Solveig Gregoriusson, född 17 december 1922 i Domsten, död 27 juli 2017 i Ängelholm, var tecknare och illustratör.
Hon var dotter till handlaren Jules Birger Andersson och Rosa Emilia Brytz och från 1948 gift med teknolog Edvin Gunnar Gregoriusson. Hon är utbildad vid Anders Beckmans tecknarskola i Stockholm 1945–1947. Andersson medverkade i utställningar med Kullabygdens konstförening, Separat ställde hon ut i Höganäs och Helsingör.
Hon har illustrerat ett stort antal naturböcker; bland andra Utflykter i Bokskogen, Växter från havsstrand och strandäng, Familjen som hade djur, med flera. Hon har även själv skrivit texter till sina illustrationer. Hon medverkade i tiden i bland andra veckotidningarna Idun och Folket i Bild, samt i Dagens Nyheter.